# Білоруське культурно-просвітницьке товариство (Каунас)
Білоруське культурно-просвітницьке товариство в Каунасі — громадська організація в Литві. Існувала з лютого 1932 до 1935 (?). Основна мета діяльності — розширення білоруської освіти і культури на рідній мові, відкриття білоруських книжкових магазинів та бібліотек, проведення лекцій і читань, драматична і концертно-музична діяльність. Мала штандарт з девізом: «Живе мова — живе народ!». Знання білоруської мови і історії було необхідною умовою членства в БКПТ.
У 1933 культурно-просвітницьке товариство налічувало понад 1000 осіб. До президії товариства входили М. Матачів, К. Плескачевский, Симон Якавюк і ін. Мала 5 відділеннь; представництва в Тракаї і Зарасаї; жіночий відділ в Каунасі. Діяльність БКПТ в Каунасі концентрувалася у «Білоруському будиночку» (вул. Крашевського, 34). При товаристві працював пересувний Білоруський народний університет, де викладалися історія і географія Білорусі, білоруський культура, мова і література. За згодою міністерства освіти Литви лектори Білоруського народного університету відвідували місцевості, де жило білоруське населення.
У червні 1932 при товаристві заснований Білоруський народний театр з постійною театральною студією. У 1932—1933 відбулося близько 30 постановок в Каунасі і 10 в провінції. У Каунасі існував хори. 25 березня 1933 на 15-ту річницю БНР відбувся виступ хору БКПТ на міському радіо. З лютого 1933 працювали дитячий сад і бібліотеками-читальня. У 1933 БКПТ увійшло до ініціативного комітету Міжнародної асоціації білоруських організацій (Каунас). Пропагувало ідею створення незалежної білоруської держави, брало участь в політичних акціях білоруського еміграції. Співпрацювало з Об'єднанням студентів-білорусів Литовського університету імені Вітаутаса Великого в Каунасі.

## Літаратура
- Васілеўскі, Ю. Р. Беларускае культурна-асветнае таварыства / Ю. Р. Васілеўскі // Энцыклапедыя гісторыі Беларусі. У 6 т. Т. 1: А — Беліца / Беларус. Энцыкл.; Рэдкал.: М. В. Біч і інш.; Прадм. М. Ткачова; Маст. Э. Э. Жакевіч. — Мн. : БелЭн, 1993. — 494 с., [8] к.: іл. — С. 355. — ISBN 5-85700-074-2.